# Royal College of Physicians
Das Royal College of Physicians (RCP; Königliches Ärztekollegium) ist ein Ärzteverband und Institut in Großbritannien mit Sitz in London (St. Andrews Place am Regent’s Park).

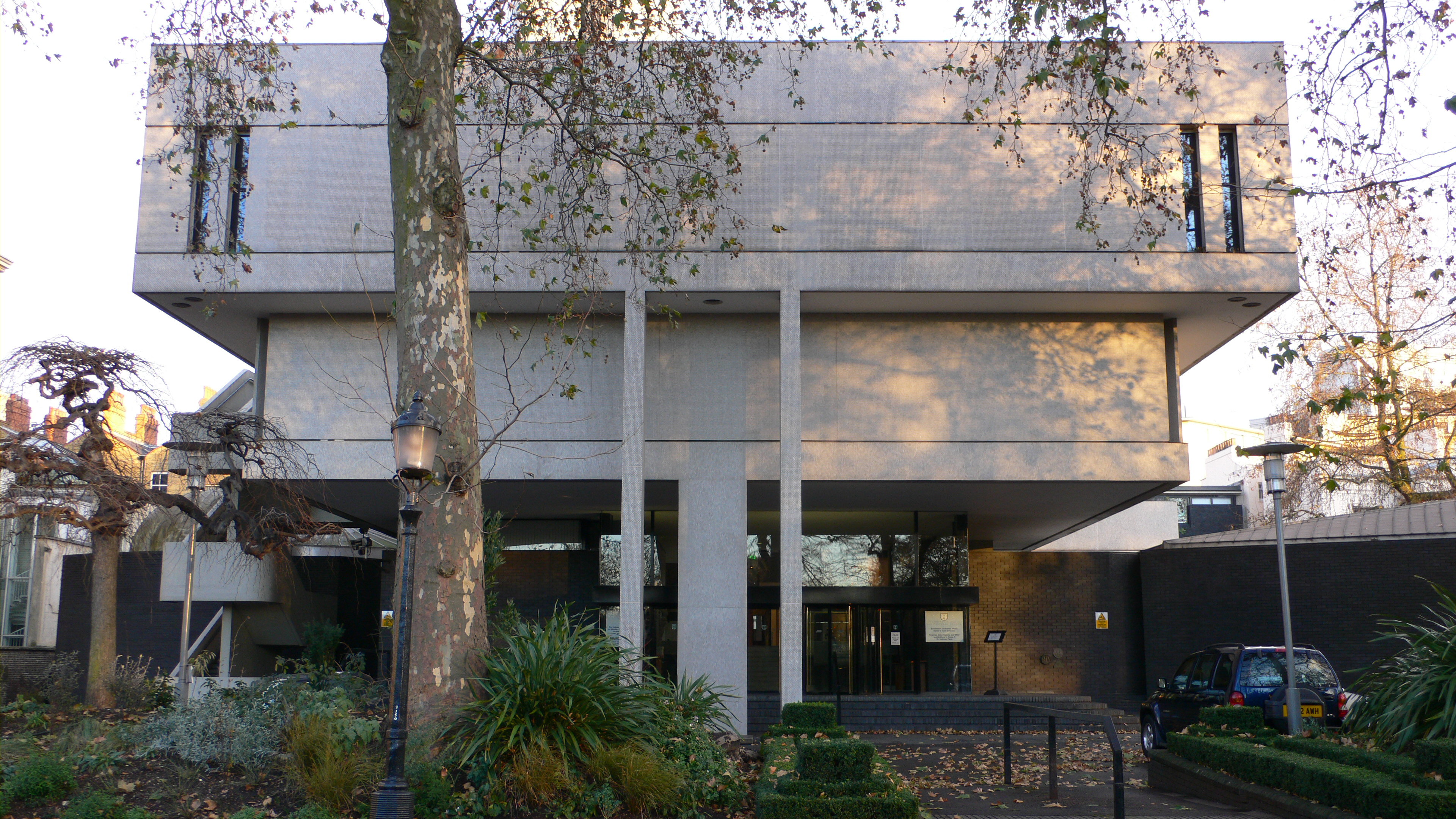
Royal College of Physicians 2005

Am RCP können ebenso wie an den Partnerinstituten (dem Royal College of Physicians of Edinburgh, dem Royal College of Physicians and Surgeons of Glasgow, dem Royal College of Physicians of Ireland) Qualifikationen in Form einer Mitgliedschaft (MRCP) erworben werden und andere spezialisiertere Fachqualifikationen. Früher gab es auch ein Lizenziat (LRCP). Aus den Mitgliedern wurden auch die Fellows gewählt (FRCP), wozu allerdings auch auswärtige Fellows kamen.
Es gibt Fakultäten für Pharmakologie (Pharmaceutical Medicine) und Arbeitsmedizin (Occupational Medicine).
Das RCP wurde 1518 mit königlicher Genehmigung von Heinrich VIII. gegründet. Seit 1674 führt es den Zusatz Royal. Es diente von Anfang an dem Zweck, die Qualifikation der Ärzte sicherzustellen und gegen nicht-qualifizierte Mediziner (wozu damals zum Beispiel auch Apotheker zählten) vorzugehen. Sie gaben auch Bücher heraus (wie die London Pharmacopeia 1618, die die Zusammensetzung der Arzneimittel regelte, und die Nomenclature of Diseases 1869) und beaufsichtigten die Veröffentlichung medizinischer Bücher in Großbritannien.
Das Royal College of Physicians hat ein eigenes Museum mit umfangreichen Sammlungen zum Beispiel von medizinischen Instrumenten, von Skulpturen und Porträts sowie Silber. Das RCP war früher im heutigen Canada House am Trafalgar Square und ist heute am Regents Park in einem 1964 von Denys Lasdun entworfenen Gebäude ansässig. Alle zwei Monate erscheint die Zeitschrift des Colleges Clinical Medicine.
Jährlich findet die Lumleian Lecture statt, benannt nach Lord John Lumley (um 1533–1609), ferner die Croonian Lecture, die Bradshaw Lecture, die Goulstonian Lecture und die Harveian Oration (seit 1656) zu Ehren von William Harvey.
Chirurgen und Zahnärzte haben ein eigenes Royal College of Surgeons of England (und ähnlich in Edinburgh und Irland). Es gibt auch noch weitere Ärzteverbände wie das Royal College of Obstetricians and Gynaecologists.